# Hermann Locarek-Junge

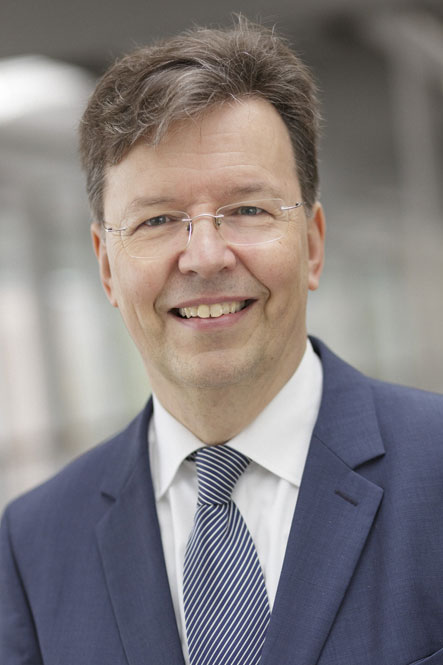
Hermann Locarek-Junge (2015)

Hermann Locarek-Junge (* 15. Mai 1957 in Augsburg) ist ein ehemaliger deutscher Ökonom und Wirtschaftsinformatiker.
Nach dem Abitur und Wehrdienst studierte Locarek von 1978 bis 1983 an der Universität Augsburg Wirtschaftswissenschaften und schloss dort sein Studium in Betriebswirtschaftslehre ab. Parallel studierte er an der Fernuniversität Hagen sechs Semester Informatik. Ab 1984 war er wissenschaftlicher Mitarbeiter am Lehrstuhl für Statistik und promovierte dort 1987 in Wirtschaftswissenschaften unter Günter Bamberg.
Im Jahre 1991 übernahm er eine Professur für Wirtschaftsinformatik, insbesondere Betriebliche Kommunikationssysteme an der Universität Essen. Von Februar 1995 bis April 2022 war Locarek-Junge Inhaber des Lehrstuhls für Finanzwirtschaft und Finanzdienstleistungen an der TU Dresden. Die Berufung als Gründungspräsident und Professor an die Wissenschaftliche Hochschule Lahr lehnte er 1999 ab.
Zusätzlich zur Lehrtätigkeit an der TU Dresden wurde er 2001 außerplanmäßiger (engl. adjunct) Professor und war bis 2014 Dozent im MBA-Programm der Pfeiffer University in Charlotte NC und Dozent in den englischsprachigen Masterprogrammen der Dresden International University und  des IPFM (Prag). Von 2005 bis 2019 war er daneben Studienleiter und Dozent der Sächsischen Verwaltungs- und Wirtschaftsakademie. Seit 2009 war er auch als Gastprofessor im englischsprachigen Bachelor- und Masterprogramm der Wirtschaftsuniversität Breslau in Wrocław (Polen) tätig. Seit 2024 ist Locarek-Junge im Ruhestand.
- Vorsitzender der Deutschen Gesellschaft für Finanzwirtschaft (2008)
- Mitglied im Vorstand der Gesellschaft für Klassifikation (2000 bis 2010)
- Aufsichtsratsvorsitzender der Biogas Nord AG (2011–2013)
- Vertrauensdozent der Friedrich-Naumann-Stiftung für die Freiheit (2002 bis 2019)